# ニコン Zシリーズ
ニコン Zシリーズ （Nikon Z series）は、ニコンが製造販売しているミラーレスカメラシリーズである。専用のレンズマウント「Z マウント」を採用する。2018年7月25日に発表された。

## 概要
2018年7月25日に新規格のレンズマウントを持つ35mmフルサイズの撮像素子を採用したミラーレスカメラとして発表された。同年9月28日にミラーレスカメラ「Z 7」と新マウントであるZマウントのレンズ「NIKKOR Z 24-70mm f/4 S」「NIKKOR Z 35mm f/1.8 S」およびマウントアダプター「FTZ」が発売された。フルサイズのミラーレスカメラを発売するのはニコンとしては初であり、2013年のソニー「α7」、2015年のライカ「SL」についで3社目である。
2019年11月22日にはZシリーズ初のAPS-C（DXフォーマット）製品として「Z 50」ならびにレンズ「NIKKOR Z DX 16-50mm f/3.5-6.3 VR」および「NIKKOR Z DX 50-250mm f/4.5-6.3 VR」が発売された。
「Z」は究極・最高を意味し、アルファベット最後の文字として、未来への懸け橋を想起させるものとして定められた。ロゴには黒板太字の「ℤ」が使用される。
従来のFマウントレンズはマウントアダプターFTZ（FTZ II）を使用することでZマウントボディに装着できる。FTZはFからZという意味のネーミングである。

### 命名規則
Zマウントシステム発表時は、カメラボディの名称には、「Z」の後に「_」（半角スペース）を付けることとなっていたが、2024年6月17日の『Nikon Z6III』発表では半角スペースがなくなっており、それ以前に発売されたボディの表記も半角スペースなしとなっている。飯田ともきは、この半角スペースは「検索避け」のためだったのではないかとしている。

## ニコンZマウント
Zマウントは内径55mm（バヨネット爪の内側の径52.0mm）、フランジバック16mmであり、
35mmフルサイズ用レンズマウントとして最大の内径、最短のフランジバックの規格である。
大口径の新マウントの採用により、レンズ設計の自由度が上がり、光学性能の向上を実現したとされる。
「Zマウントによって生まれ変わったニッコール」を象徴するレンズとして、ニコン史上最高の開放f値0.95の「NIKKOR Z 58mm f/0.95 S Noct」と「NIKKOR Z 50mm f/1.2 S」が計画され2019年、2020年に発売された。
ニコンFマウントと比較すると、内径はFマウントの47mmから8mm拡大され、内爪をFマウントの3本から4本爪とすることでFマウント以上の強度を保ちつつ、レンズの交換時の回転角度をFマウントの60度から40度に抑え、効率的なレンズ交換を可能にした。
高画素化やハイフレームレート化に対応するために、Fマウントよりレンズ・ボディー間の通信の高速化、大容量化、分解能の向上がされている。

## カメラボディ
| 機種                       | 機種                       | 発売日                     | センサー 有効画素数 ISO感度 | シャッター 高速連続撮影 シャッタースピード | ファインダー 倍率          | ほか主な装備                                                     | 質量                       | 画像処理エンジン           | 特徴 |
| FXフォーマット(フルサイズ) | FXフォーマット(フルサイズ) | FXフォーマット(フルサイズ) | FXフォーマット(フルサイズ)  | FXフォーマット(フルサイズ)                 | FXフォーマット(フルサイズ) | FXフォーマット(フルサイズ)                                       | FXフォーマット(フルサイズ) | FXフォーマット(フルサイズ) | FXフォーマット(フルサイズ) |
| -------------------------- | -------------------------- | -------------------------- | --------------------------- | ------------------------------------------ | -------------------------- | ---------------------------------------------------------------- | -------------------------- | -------------------------- | --- |
| Z9                         | Z9                         | 2021年 12月24日            | 4571万画素 ISO 64-25600     | 約20コマ/秒 (約120コマ/秒) 1/32000～30秒   | 約369万ドット 約0.8倍      | ボディ手ブレ補正 4軸チルト式モニター 肩液晶 Real-Live Viewfinder | 約1340g                    | EXPEED 7                   | 縦グリップ一体型のフラッグシップモデル 高速読み込みセンサーを採用しメカシャッターレスという大胆な設計を採用。 「EXPEED 7」の採用によりZ7II比で約10倍の高速処理を実現 CFexpress (Type B)（XQDカード）のダブルスロット採用 8K収録など動画面での性能が強化されている カメラグランプリ2022大賞・あなたが選ぶベストカメラ賞を同時受賞 |
| Z8                         | Z8                         | 2023年 5月26日             | 4571万画素 ISO 64-25600     | 約20コマ/秒 （約120コマ/秒） 1/32000～30秒 | 約369万ドット 約0.8倍      | ボディ手ブレ補正 4軸チルト式モニター 肩液晶 Real-Live Viewfinder | 約910g                     | EXPEED 7                   | Z9から縦グリップを除いた体積比30%の小型化・430g軽量化したボディに、Z9とほぼ同等な性能と機能を凝縮して、機動力を高めたモデル。 有線LAN・シンクロターミナル・音声マイク・GPS機能は省略されたが、 USB (Type-C) はデータ用と充電用の2ポート端子を備える。 CFexpress (Type B) とSD (UHS-II) の2種類の異なるダブルスロットを採用。 DGPイメージングアワード2023総合金賞を受賞 |
| Z7                         | Z7II                       | 2020年 11月12日            | 4575万画素 ISO 64-25600     | 約10コマ/秒 1/8000～30秒                   | 約369万ドット 約0.8倍      | ボディ手ブレ補正 チルト式モニター 肩液晶                         | 約705g                     | デュアルEXPEED 6           | Z 7の性能向上モデル。「デュアルEXPEED 6」の搭載により処理速度が向上している。 CFexpress (Type B)とSDのダブルスロット採用 |
| Z7                         | Z7                         | 2018年 9月28日             | 4575万画素 ISO 64-25600     | 約9コマ/秒 1/8000～30秒                    | 約369万ドット 約0.8倍      | ボディ手ブレ補正 チルト式モニター 肩液晶                         | 約675g                     | EXPEED 6                   | プロ・ハイアマチュアをメインターゲットとした高画素機 |
| Z6                         | Z6III                      | 2024年 7月12日             | 2450万画素 ISO 100-64000    | 約14コマ/秒 （約120コマ/秒） 1/8000～30秒  | 576万ドット 約0.8倍        | ボディ手振れ補正 バリアングル式モニター 肩液晶                   | 約760g                     | EXPEED 7                   | Z6IIの後継機。世界初の部分積層型CMOSセンサー搭載により、センサー読み出し速度がZ6II比で3.5倍に高速化。プリキャプチャーも可能なFXで最大60コマ/秒、DX (JPEG) で最高120コマ/秒の静止画撮影のほか、6K/60p N-RAW、5.4K 60p、4K UHD 120p (DX) および、フルHD/240p など多彩な動画撮影モードに対応した。「EXPEED 7」搭載により、Z9/Z8ゆずりのAF性能を継承。 ファインダー (EVF) はミラーレス史上最も明るい最大4000カンデラと、576万ドットの高解像度を実現した。 CFexpress (Type B) とSDのダブルスロットを採用。フォーカスポイント手ぶれ補正機能と、8段分のボディ内手ブレ補正機能を搭載。「フレキシブルカラーピクチャーコントロール」により、ユーザー好みのピクチャーコントロールを書き出し・登録が可能。 |
| Z6                         | Z6II                       | 2020年 11月6日             | 2450万画素 ISO 100-51200    | 約14コマ/秒 1/8000～30秒                   | 約369万ドット 約0.8倍      | ボディ手ブレ補正 チルト式モニター 肩液晶                         | 約705g                     | デュアルEXPEED 6           | Z6の性能向上モデル。「デュアルEXPEED 6」の搭載により処理速度を向上している。 CFexpress (Type B)とSDのダブルスロット採用 |
| Z6                         | Z6                         | 2018年 11月23日            | 2450万画素 ISO 100-51200    | 約12コマ/秒 1/8000～30秒                   | 約369万ドット 約0.8倍      | ボディ手ブレ補正 チルト式モニター 肩液晶                         | 約675g                     | EXPEED 6                   | 高感度性能にも優れたオールラウンドモデル |
| Zf                         | Zf                         | 2023年 10月27日            | 2450万画素 ISO 100-64000    | 約14コマ/秒 （約30コマ/秒） 1/8000～30秒   | 約369万ドット 約0.8倍      | ボディ手振れ補正 バリアングル式モニター 肩液晶（F値のみ）        | 約710g                     | EXPEED 7                   | Zfcのヒットにより企画が実現 ニコンDfのミラーレス版とも言えるヘリテージデザインの35mmフルサイズ機 Zf の「f」には「Fusion＝融合」という意味と、ニコンFに象徴される歴史的な思いが込められている。 軍艦部に、真鍮製のシャッタースピード・露出補正・ISO感度の各ダイヤルを装備。 モノクローム撮影に瞬時に切り替え可能な専用レバーを搭載。4K UHD動画撮影に対応。 Z6IIの撮影機能を全体的にパワーアップし、世界初のフォーカスポイント手振れ補正機能と、8段分のボディー内手ブレ補正機能を搭載。 SD (UHS-II) とmicroSD (UHS-I) のダブルスロットを採用 DGPイメージングアワード2023審査員特別賞を受賞 |
| Z5                         | Z5II                       | 2025年4月25日              | 2450万画素 ISO 100～64000   | 約14コマ/秒 （約30コマ/秒） 1/8000～30秒   | 約369万ドット 約0.8倍      | ボディ手振れ補正 バリアングル式モニター                          | 約700g                     | EXPEED 7                   | Z5の後継機。「NEW STANDARDフルサイズ」 ニコンのフルサイズミラーレスカメラとして初めて、静止画撮影時に被写体の動きや構図の変化に応じてAFモードをカメラが自動で切り換える「AF-A」に対応。Z5比で Z シリーズ初、N-RAWのSDカード内部記録に対応 |
| Z5                         | Z5                         | 2020年 8月28日             | 2432万画素 ISO 100-51200    | 約4.5コマ/秒 1/8000～30秒                  | 約369万ドット 約0.8倍      | ボディ手振れ補正 チルト式モニター                                | 約675g                     | EXPEED 6                   | 携行性を重視したフルサイズミラーレスエントリー機 Zシリーズとして唯一SDダブルスロット採用 |
| DXフォーマット(APS-C)      |                            |                            |                             |                                            |                            |                                                                  |                            |                            | |
| Z50                        | Z50II                      | 2024年 12月13日            | 2088万画素 ISO 100-51200    | 約11コマ/秒（約30 コマ/秒） 1/4000～30秒   | 約236万ドット 約1.02倍     | バリアングル式モニター 内蔵フラッシュ                            | 約550g                     | EXPEED 7                   | Z50の後継機。本体サイズは一回り大きくなり、「Zシリーズ」初のピクチャーコントロールボタンを搭載。DXフォーマットカメラとしては初めて「イメージングレシピ」が利用でき、AUTOモードでも「イメージングレシピ」と「ピクチャーコントロール」に対応した。画像処理エンジンEXPEED 7を搭載したことにより、処理速度や被写体検出機能、AF精度が強化され、ハイスピードフレームキャプチャー、プリキャプチャー機能を搭載した。 EVFはZ50比で約2倍の明るさの1000カンデラに対応。 動画機能では5.6Kのオーバーサンプリングによる4K UHD動画生成（最大125分）に対応し、「N-Log」動画の撮影も可能。動画セルフタイマー機能を「Zシリーズ」として初めて搭載。 SD/SDHC/SDXC(UHS-II)に対応するシングルスロットを採用。        |
| Z50                        | Z50                        | 2019年 11月22日            | 2088万画素 ISO 100-51200    | 約11コマ/秒 1/4000～30秒                   | 約236万ドット 約1.02倍     | チルト式モニター 内蔵フラッシュ                                  | 約450g                     | EXPEED 6                   | ニコンのミラーレスカメラとして初のDXフォーマット(APS-Cサイズ)のミドルレンジ機 |
| Zfc                        | Zfc                        | 2021年 7月23日             | 2088万画素 ISO 100-51200    | 約11コマ/秒 1/4000～30秒                   | 約236万ドット 約1.02倍     | バリアングル式モニター                                           | 約445g                     | EXPEED 6                   | ニコンFM2にインスパイアされたヘリテージデザインのAPS-C機 ボディーの人工皮革部分の張替に対応する。 ＺマウントAPS-C機として初めて動画瞳AF/動物AF、Type-C端子による給電に対応。 カメラグランプリ2022企画賞を受賞 |
| Z30                        | Z30                        | 2022年 8月5日              | 2088万画素 ISO 100-51200    | 約11コマ/秒 1/4000～30秒                   | なし                       | バリアングル式モニター                                           | 約405g                     | EXPEED 6                   | 「小型軽量のZマウント入門機」及び「Vlogger向けビデオカメラ」として設定 4K30pの動画撮影にも対応 Vlogger向けに、三脚兼用グリップ同梱セットも発売 |

## NIKKORレンズ
以下、発売中もしくは発売日の決定しているZレンズの一覧を示す。

### 単焦点レンズ

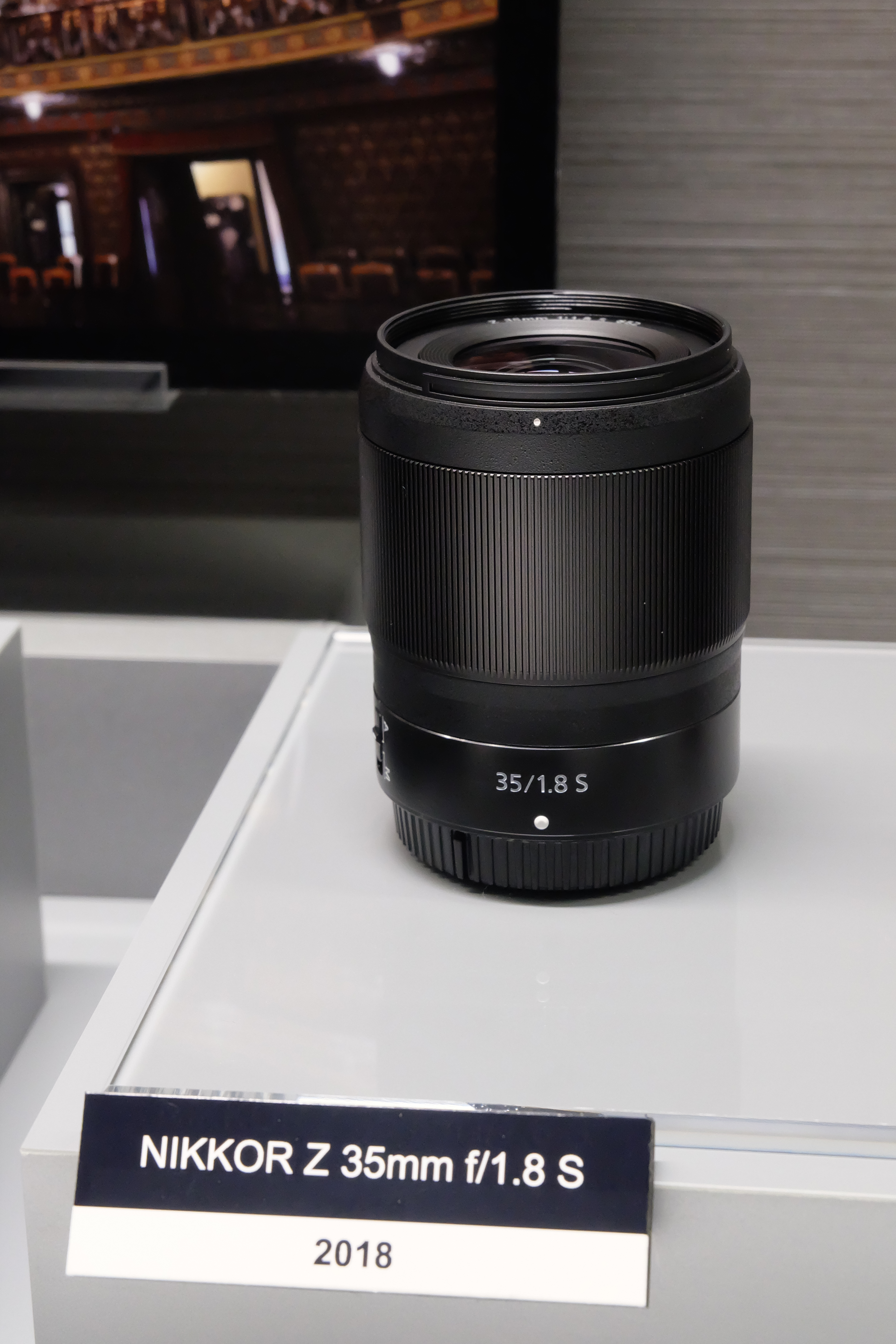
NIKKOR Z 35mm f/1.8 S

#### フルサイズ
- NIKKOR Z 20mm f/1.8 S - EDレンズ3枚、非球面レンズ3枚を採用した大口径広角単焦点レンズ。
- NIKKOR Z 24mm f/1.8 S - EDレンズ1枚、非球面レンズ4枚を採用した大口径広角単焦点レンズ。
- NIKKOR Z 26mm f/2.8  - 非球面レンズ3枚を採用した広角単焦点レンズ。全長はわずか23.5mm、重さ約125gで最軽量のパンケーキレンズ。
- NIKKOR Z 28mm f/2.8 - 非球面レンズ2枚を採用したフルサイズ対応小型・軽量単焦点レンズ。
  - NIKKOR Z 28mm f/2.8（Special Edition）- 「ニコン FM2」発売当時のマニュアルレンズにインスパイアされたヘリテージデザインバージョン
- NIKKOR Z 35mm f/1.8 S - EDレンズ2枚、非球面レンズ3枚を採用した広角単焦点レンズ。
- NIKKOR Z 40mm f/2  - 非球面レンズ2枚を採用した小型・軽量単焦点レンズ。
  - NIKKOR Z 40mm f/2.8（Special Edition）- 「ニコン FM2」発売当時のマニュアルレンズにインスパイアされたヘリテージデザインバージョン

- NIKKOR Z 50mm f/1.2 S - 15群17枚。EDレンズ2枚、非球面レンズ3枚を採用した標準単焦点レンズ。多数の凸レンズを凹レンズで挟み込んだ対称型のレンズ群を絞り前後に対称に配置し、さらにその前後を凹レンズで挟み込んだビオゴンタイプの発展形[8]。
- NIKKOR Z 50mm f/1.8 S - EDレンズ2枚、非球面レンズ2枚を採用した標準単焦点レンズ。
- NIKKOR Z MC 50mm f/2.8  - EDレンズ1枚、非球面レンズ1枚を採用したマクロレンズ。
- NIKKOR Z 58mm f/0.95 S Noct - 10群17枚。EDレンズ4枚、非球面レンズ3枚（NIKKORレンズ初となる大口径研削非球面レンズ含む）を採用したS-Line最高峰の大口径標準単焦点マニュアルフォーカスレンズ。NIKKOR史上最も明るい開放F値。『Noct』とはノクターン（夜想曲）にちなんで名付けられたもので、開放から画像の周辺部まで卓越した点像再現性を発揮し、サジタルコマフレアを徹底して抑え込んでいる。当初はニコンダイレクト限定の完全受注生産となっていたが、2024年08月から通常販売品と同様の注文が可能になった。

NIKKOR Z 58mm f/0.95 S Noct専用のロゴ

- NIKKOR Z 85mm f/1.2 S - EDレンズ1枚、非球面レンズ1枚を採用した大口径中望遠単焦点レンズ。
- NIKKOR Z MC 105mm f/2.8 VR S  - EDレンズ3枚、非球面レンズ1枚を採用したマクロレンズ。
- NIKKOR Z 135mm f/1.8 S Plena  -  14群16枚（EDレンズ4枚、非球面レンズ1枚、SRレンズ1枚、メソアモルファスコートあり、アルネオコートあり）の中望遠単焦点レンズ。固有名称『Plena』は空間が満たされているという意味を持つラテン語「Plenum」に由来。絞り開放から画面全域で円形度の高い美しいボケと、撮影距離を問わず優れた解像感を実現している。
- NIKKOR Z 400mm f/2.8 TC VR S - 1.4倍テレコンバーター内蔵の超望遠単焦点レンズ。
- NIKKOR Z 600mm f/6.3 VR S - PF（Phase Fresnel：位相フレネル）レンズを使用した超望遠レンズ。
- NIKKOR Z 800mm f/6.3 VR S - PF（Phase Fresnel：位相フレネル）レンズを使用した超望遠レンズ。

#### APS-C
- NIKKOR Z DX 24mm f/1.7 - 非球面レンズ2枚を使用した小型のレンズ。

### ズームレンズ

#### フルサイズ
- NIKKOR Z 14-24mm f/2.8 S - EDレンズ4枚、非球面レンズ3枚を採用した超広角ズームレンズ。付属のレンズフードHB-97の併用によりレンズ前側にねじ込み式フィルターの装着が可能。
- NIKKOR Z 14-30mm f/4 - EDレンズ4枚、非球面レンズ4枚を採用した沈胴機構付き超広角ズームレンズ。焦点距離14mm以下から始まるフルサイズ対応交換レンズにおいて世界で初めてレンズ前側にねじ込み式フィルターの装着が可能。
- NIKKOR Z 17-28mm f/2.8
- NIKKOR Z 24-50mm f/4-6.3 - EDレンズ2枚、非球面レンズ3枚を採用した沈胴機構付き標準ズームレンズ。ミラーレスカメラ用フルサイズフォーマット対応のズームレンズで最薄・最軽量(2020年7月21日時点)。
- NIKKOR Z 24-70mm f/2.8 S - EDレンズ2枚、非球面レンズ4枚を採用した標準ズームレンズ。
- NIKKOR Z 24-70mm f/4 S - ED非球面レンズ1枚、EDレンズ1枚、非球面レンズ3枚を採用した沈胴機構付き標準ズームレンズ。
- NIKKOR Z 24-120mm f/4 S - ED非球面レンズ1枚、EDレンズ3枚、非球面レンズ3枚を採用した標準ズームレンズ。
- NIKKOR Z 24-200mm f/4-6.3 VR  - EDレンズ2枚、ED非球面レンズ1枚、非球面レンズ2枚を採用した高倍率ズームレンズ。
- NIKKOR Z 28-75mm f/2.8 - 約565gと軽量な大口径標準ズームレンズ。タムロン製OEM(28-75mm F/2.8 Di III RXD (Model A036))。
- NIKKOR Z 70-180mm f/2.8 - EDレンズ5枚、スーパーEDレンズ1枚、非球面レンズ3枚を採用した約795gと軽量な大口径標準ズームレンズ。タムロン製OEM(70-180mm F/2.8 Di III VXD (A056))。テレコン対応。
- NIKKOR Z 70-200mm f/2.8 VR S - EDレンズ6枚、非球面レンズ2枚、蛍石レンズ1枚、SRレンズ1枚を採用した望遠ズームレンズ。
- NIKKOR Z 100-400mm f/4.5-5.6 VR S  - EDレンズ6枚、スーパーEDレンズ2枚を採用した超望遠ズームレンズ。
- NIKKOR Z 180-600mm f/5.6-6.3 VR  - EDレンズ6枚、非球面レンズ1枚を採用した超望遠ズームレンズ。広角端での最短撮影距離が1.3mと短いため、マクロ撮影にも対応。

#### APS-C
- NIKKOR Z DX 12-28mm f/3.5-5.6 PZ VR - EDレンズ1枚、非球面レンズ1枚。電動パワーズームに対応したレンズ。
- NIKKOR Z DX 16-50mm f/3.5-6.3 VR - EDレンズ1枚、非球面レンズ4枚を採用した沈胴機構で質量約135 g、沈胴時長さ約32 mmのコンパクトなDXフォーマット標準ズームレンズ。Z fcのキットレンズとしてシルバーモデルが用意された。
- NIKKOR Z DX 18-140mm f/3.5-6.3 VR - 高倍率ズームレンズ
- NIKKOR Z DX 50-250mm f/4.5-6.3 VR - EDレンズ1枚を採用したDXフォーマット望遠ズームレンズ。

### コンバーター
- Z TELECONVERTER TC-1.4x - Zシリーズ専用のテレコンバーター。レンズの焦点距離を1.4倍に拡大できるテレコンバーターレンズ
- Z TELECONVERTER TC-2.0x - Zシリーズ専用のテレコンバーター。レンズの焦点距離を2.0倍に拡大できるテレコンバーターレンズ

## サードパーティ製レンズ
電子接点を搭載したレンズを製造するメーカーを示す。
メーカー名はアルファベット順。

### コシナ
ニコンとのライセンス契約で開発・製造したレンズ。

#### フルサイズ
- APO-LANTHAR 50mm F2 Asperical (2022)
- APO-LANTHAR 35mm F2 Asperical (2022)

#### APS-C
- NOKTON D23mm F1.2 Aspherical(2022) - 単焦点MFレンズ
- NOKTON D35mm F1.2 (2022) - 単焦点MFレンズ

### タムロン
ニコンとのライセンス契約で開発・製造したレンズ。

#### フルサイズ
- 70-300mm F/4.5-6.3 Di III RXD (2022)

### TTartisan
中国深圳の光学メーカーである銘匠光学科技有限公司がTTartisanブランドで製造したレンズ。

#### フルサイズ
- TTartisan 11mm f/2.8 Fisheye ED (2020) - 単焦点MFレンズ
- TTartisan AF 32mm f/2.8 Z (2021)

### Viltrox
中国深圳の光学メーカーである深圳市爵影科技有限公司がViltroxブランドで製造したレンズ。

#### フルサイズ
- Viltrox NZ-20mm f1.8 MF-VX (2019) - 単焦点MFレンズ
- Viltrox 85mm f/1.8 Z (2020) - 単焦点AFレンズ
- Viltrox 24mm f/1.8 Z (2021)
- Viltrox 35mm f/1.8 Z (2021)
- Viltrox 50mm f/1.8 Z (2021)

#### APS-C
- Viltrox 24mm f/1.4 Z (2021)
- Viltrox 33mm f/1.4 Z (2021)
- Viltrox 56mm f/1.4 Z (2021)

### Yongnuo
中国深圳の光学メーカーである永諾撮影器材株式会社がYongnuoブランドで製造したレンズ。

#### フルサイズ
- Yongnuo YN 50mm F/1.8 Z DF DSM (2022予定)
- Yongnuo YN 85mm f/1.8Z DF DSM (2022予定)

### 電子接点非対応のメーカー
Tマウント等のアダプタが前提のレンズを除く。
- Brightin Star
- KamLan
- KIPON
- Lensbaby
- Meike
- NiSi
- PREGEAR
- SAMYANG(Rokinon)
- SIRUI
- Venus Optics(Laowa)
- Meyer Optik Görlitz
- 七工匠(7artisans)
- 中一光学

## マウントアダプター
電子接点を備えたマウントアダプターを以下に示す。

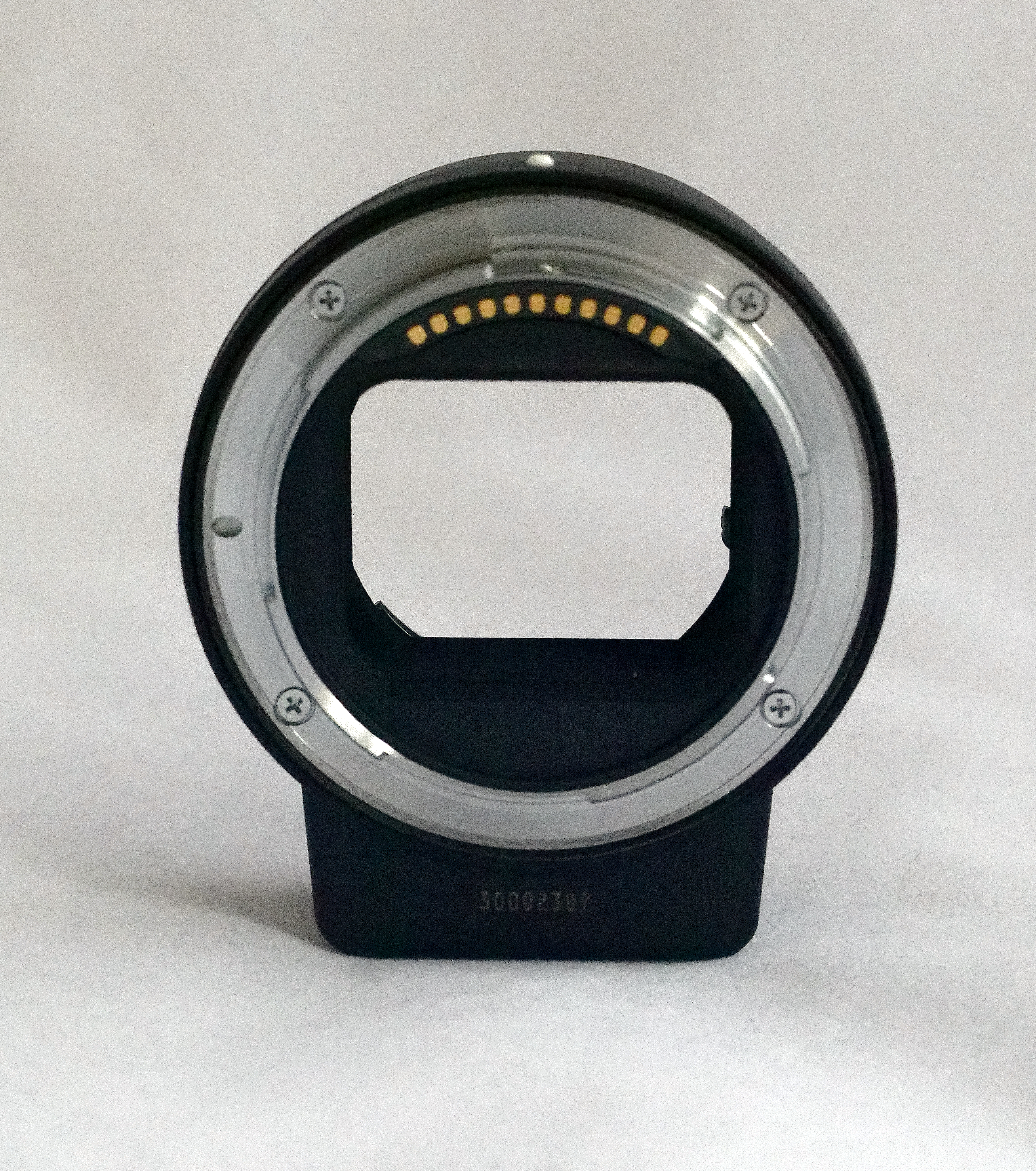
FTZ

| レンズ側 マウント | 品名                        | メーカー | 発売日          | AFおよび EXIF記録 | レンズ内 手振れ補正 | 三脚座                  | 他機能                                                | 質量 | 備考 |
| ----------------- | --------------------------- | -------- | --------------- | ----------------- | ------------------- | ----------------------- | ----------------------------------------------------- | ---- | --- |
| ニコンF           | FTZ II                      | ニコン   | 2021年 12月24日 | 〇                | 〇                  | -                       | -                                                     | 125g | FTZから三脚座を取り除いたモデル |
| ニコンF           | FTZ                         | ニコン   | 2018年 9月28日  | 〇                | 〇                  | 固定                    | -                                                     | 135g | |
| キヤノン EF/EF-S  | EF-Z                        | Viltrox  | 2020年 1月4日   | 〇                | 〇                  | -                       | -                                                     |      | |
| キヤノン EF/EF-S  | FR-NZ1                      | Fringer  | 2020年 1月20日  | 〇                | 〇                  | 着脱式 アルカスイス互換 | -                                                     |      | |
| キヤノン EF/EF-S  | TZC-01                      | TECHART  | 2020年 3月3日   | 〇                | 〇                  | -                       | ファンクションボタンによる 「クイックフォーカス機能」 | 108g | |
| キヤノン EF/EF-S  | CM-EF-NZ                    | Commlite | 2020年 6月11日  | 〇                | 〇                  | 固定                    | -                                                     |      | |
| キヤノン EF/EF-S  | EF-NKZ-FSN                  | Fotodiox | 2020年 12月13日 | 〇                | 〇                  | -                       | ファンクションボタン（L-Fn）                          |      | |
| キヤノンEF        | EF-Z2 0.71x                 | Viltrox  | 2020年 8月31日  | 〇                | 〇                  | 着脱式                  | スピードブースター                                    | 268g | イメージサークルがAPS-Cサイズとなり 焦点距離0.71倍、1段明るくなる。                                                                                               |
| ソニーFE/E        | ETZ21                       | Megadap  | 2022年 5月27日  | 〇                | 〇                  | -                       |                                                       |      | |
| ソニーFE/E        | ETZ11                       | Megadap  | 2021年 8月      | 〇                | 〇                  |                         |                                                       |      | APS-CのZボディにも取付可能 |
| ソニーFE/E        | TZE-02                      | TECHART  | 2021年 9月17日  | 〇                | 〇                  | -                       | -                                                     | 41g  | 動作を安定させたTZE-01の後継モデル |
| ソニーFE/E        | TZE-01                      | TECHART  | 2019年 7月23日  | 〇                | 〇                  | -                       | -                                                     | 41g  | |
| ライカM           | TZM-01                      | TECHART  | 2020年 11月21日 | 〇                | -                   | -                       | 4.5mmの繰り出しにより 最短撮影距離を短縮              |      | モーターを内蔵。 ライカMマウント用のマウントアダプターを併用することで他マウントレンズもAF化可能。                                                                |
| ライカM           | MTZ11                       | Megadap  | 2020年 12月16日 | 〇                | -                   | -                       | 6.5mmの繰り出しにより 最短撮影距離を短縮              | 150g | モーターを内蔵。 ライカMマウント用のマウントアダプターを併用することで他マウントレンズもAF化可能。 特許取得の新構造により重いレンズを使用した際のぐらつきを回避。 |
| ライカM           | LM-NKZ-PRN                  | Fotodiox | 2021年 10月20日 | 〇                | -                   | -                       | 5mmの繰り出しにより 最短撮影距離を短縮                | 170g | |
| コンタックスG     | TZG-01                      | TECHART  |                 | 〇                | -                   | -                       | -                                                     |      | |
| マミヤ7           | Fotodiox Pro Fusion Mamiya7 | Fotodiox |                 | -                 | -                   | -                       | -                                                     |      | |